# Maria Terrile Vietz
Maria Terrile Vietz (Genova, 27 gennaio 1926 – Genova, 29 febbraio 2016) è stata un'attrice teatrale e scrittrice italiana. Nota come "la regina", fu la principale rappresentante del teatro in lingua ligure della seconda metà del Novecento.

## Biografia
Nacque nel gennaio del 1926 a San Pier D'Arena, comune che proprio nello stesso anno sarebbe stato integrato nella Grande Genova. Iniziò la sua attività teatrale nel dopoguerra, sotto la guida di Emilio del Maestro, ma fu in particolare dopo l'incontro con Vito Elio Petrucci, con cui ebbe un lungo e fruttuoso sodalizio artistico, che ottenne ampia affermazione e popolarità.
Fu protagonista di più di venti opere teatrali, in particolare commedie, alternando l'attività di attrice alla divulgazione culturale in Rai e sull'emittente Telegenova, presentando per alcuni anni in coppia con Vito Elio Petrucci un popolare programma di prima serata settimanale con intrattenimento, informazione, storia, fotografia, poesia e linguistica rigorosamente condotto in lingua genovese. Per la sua attività ricevette vari premi teatrali e culturali, fra i quali il Premio Regionale Ligure, il Premio Nazionale Teatrale R. Mazzi, il Premio De Martini e il Melvin Jones Fellow alla carriera per l'impegno nella diffusione della lingua ligure. Per quattordici anni fu vicepresidente dell'associazione A Compagna, oltre che la prima donna a coprire cariche dirigenziali al suo interno.
Nel 2003 fondò l'associazione dedicata a Petrucci, con sede presso la Biblioteca Lercari di Villa Imperiale, dedita all'insegnamento e diffusione della lingua genovese. Nel 2007 fu candidata al consiglio comunale del capoluogo ligure, nelle liste del Mil. Nel 2008 e nel 2011 partecipò al cinema ai due capitoli della commedia di Capitan Basilico diretti da Massimo Morini.
Nel 2012 pubblicò con Erga Edizioni il libro Fregogge de pan pöso, spaccato di epoca e cultura ligure, e l'anno successivo Matrimonio di Guerra, saggio incentrato sulla vita fra la seconda guerra mondiale e il dopoguerra. Pubblicò anche articoli e commenti in lingua genovese. L'ultima sua opera fu la registrazione con Piero Campodonico dell'Eneide nella versione in lingua genovese di Nicolò Bacigalupo, pubblicata in DVD.
Morì a Genova nel febbraio del 2016, un mese dopo aver compiuto novant'anni. Dopo un evento istituzionale in sua memoria presso il salone di rappresentanza di palazzo Tursi a Genova, nell'ottobre dello stesso anno fu omaggiata con uno spettacolo e una mostra fotografica al Teatro Carignano, con la partecipazione di Luca Bizzarri. Dopo la sua morte, l'associazione A Compagna ha indirizzato al sindaco Marco Doria la proposta di traslare le sue spoglie presso il Pantheon del cimitero monumentale di Staglieno.

## Opere
- Vito Elio Petrucci e Maria Vietz, Favole senza tempo, Pirella, 1994.
- Maria Vietz, Fregogge de pan pöso. Scritti e pensieri di una genovese doc, Erga, 2012, ISBN 9788881637362.
- Maria Vietz, Matrimonio di Guerra, Erga, 2013, ISBN 9788881637188.